# Daniel Alfredo Dal Bo
Daniel Alfredo Dal Bo (Gualeguay, 8 de septiembre de 1987) es un deportista argentino que compite en piragüismo en la modalidad de aguas tranquilas
Ganó una medalla en el Campeonato Mundial de Piragüismo de 2013 y tres medallas en los Juegos Panamericanos, en los años 2011 y 2015.

## Palmarés internacional
| Campeonato Mundial   | Campeonato Mundial   | Campeonato Mundial | Campeonato Mundial |
| Año                  | Lugar                | Medalla            | Competición        |
| -------------------- | -------------------- | ------------------ | ------------------ |
| 2013                 | Duisburgo (Alemania) | Medalla de plata   | K1 5000 m          |
| Juegos Panamericanos |                      |                    |                    |
| Año                  | Lugar                | Medalla            | Competición        |
| 2011                 | Guadalajara (México) | Medalla de plata   | K1 1000 m          |
| 2015                 | Toronto (Canadá)     | Medalla de plata   | K1 1000 m          |
| 2015                 | Toronto (Canadá)     | Medalla de bronce  | K4 1000 m          |